# Grégory Alldritt
Grégory Alldritt (23. března 1997, Toulouse) je ragbista hrající na pozici vazače za francouzskou reprezentaci a francouzský klub Stade Rochelais. S klubem vyhrál v roce 2022 a 2023 Evropský pohár mistrů. V roce 2023 byl vybrán jako nejlepší hráč této soutěže. Ve stejném roce ho noviny Midi Olympique vybraly jako nejlepšího hráče francouzské ligy.
S reprezentací vyhrál Six Nations v roce 2022 a 2025. V roce 2022 byl World Rugby vybrán do nejlepší sestavy světa. Zúčastnil se MS 2023. Na Six Nations 2024 byl jmenován kapitánem. Má skotské kořeny a jeho otec se narodil v Keni.